# Rasisaari (ö i Norra Savolax, Kuopio, lat 62,84, long 28,06)
Rasisaari är en ö i Finland. Den ligger i sjön Saravesi och i kommunen Kuopio i den ekonomiska regionen  Kuopio ekonomiska region  och landskapet Norra Savolax, i den centrala delen av landet, 300 km nordost om huvudstaden Helsingfors. Öns största längd är 400 meter i nord-sydlig riktning.